# DLA0817g
DLA0817g, también conocida como la galaxia de Wolfe, es una galaxia ubicada en la constelación de Cáncer a una distancia de 12,276 mil millones de años luz de la Tierra.
Descubierta en 2017 con observaciones realizadas con el interferómetro Atacama Large Millimeter Array (ALMA), luego se estudió con el observatorio Karl Guthe Jansky Very Large Array (JVLA) y el telescopio Hubble Space Telescope.
Es una gran galaxia de disco giratorio, cuya masa asciende a aproximadamente 72 mil millones de masas solares, que se remonta a una edad temprana en la vida del universo, aproximadamente 1.5 mil millones de años después del Big Bang; Esto contradice los modelos anteriores que describen la formación y evolución de las galaxias y que prevén un aumento gradual y progresivo de las dimensiones galácticas.
Esta galaxia, por otro lado, ha alcanzado características que aparecen temprano en comparación con la época en la que se remonta. Su velocidad de rotación también es comparable con la de una galaxia madura como nuestra Vía Láctea y que es de aproximadamente 272 km/s. Es apodada la galaxia de Wolfe o el disco de Wolfe en honor del difunto Arthur Michael Wolfe, un astrofísico estadounidense, uno de los descubridores del efecto Sachs-Wolfe. 